# William Beckford
William Thomas Beckford (1 de Outubro de 1760 - 2 de Maio de 1844), mais conhecido apenas por William Beckford, foi um aristocrata inglês, romancista, autor de Vathek (1786), crítico de arte, escritor de viagens e político inglês. Foi perseguido nos últimos anos da sua vida devido à sua homossexualidade.

## Juventude
Quando, em 1760, William Beckford nasce em Fonthill, a casa solarenga do pai no Wiltshire, a fortuna do clã era de cerca de um milhão de libras, incluindo propriedades e plantações de açúcar na Jamaica. William Beckford, o velho, era um alderman, e foi por duas vezes eleito mayor (presidente da câmara municipal) de Londres; buscava, também, obter o título de barão, preocupação que William, o novo, haveria de herdar juntamente com a desmedida fortuna do pai.
A educação do jovem Beckford teve tudo o que se podia esperar para o rebento de qualquer rico aristocrata da época: aos cinco anos de idade Beckford recebia aulas de piano de Mozart (então com nove anos), estudava arquitectura com Sir William Chambers e pintura com Alexander Cozens. Aprendeu, durante a infância, Francês, Latim, Italiano e Alemão, tendo, já adulto, acrescentado o Português, o Espanhol e o Árabe a esta lista. Estreou-se na literatura aos dezassete com a sátira Memoirs of Extraordinary Painters.

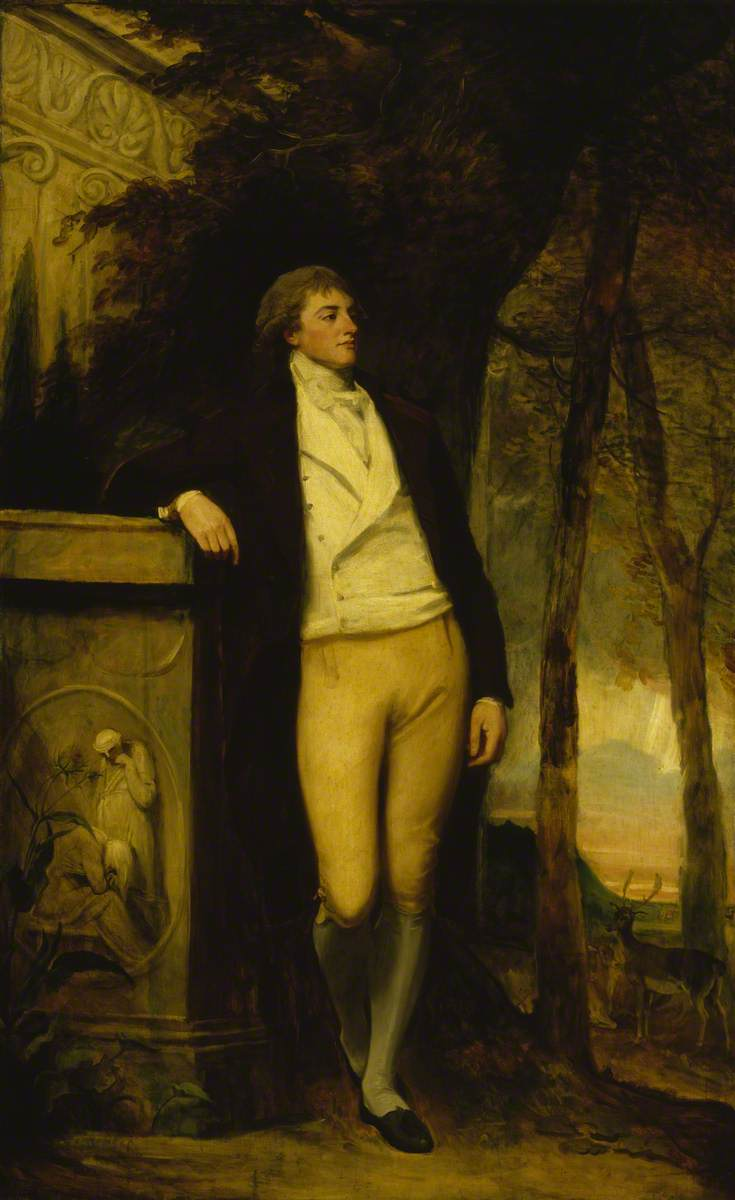
William Beckford
George Romney, c. 1781-82, National Trust

A evolução dos seus gostos estéticos, fortemente marcados pela literatura sentimentalista da época, tornou-o num emotivo complacente. Isto culminou no seu envolvimento emocional com o seu jovem primo Hon (William Courtenay, 9º conde de Devon), no que veio a tornar-se no maior escândalo sexual da Inglaterra sob George III e apressou o seu exílio na Europa Continental, o Grand Tour de Beckford, para o qual levou a sua mulher e onde esta haveria de falecer ao dar à luz o seu primeiro filho, um ano depois do casamento. Beckford nunca mais voltou a casar.

## Viagens
Beckford viajou para Itália em 1782 e rapidamente começou a escrever sobre as suas viagens: Dreams, Waking Thoughts and Incidents (1783). Pouco depois surgiu a sua obra mais conhecida, o romance gótico Vathek (1786), escrito originalmente em francês e, como ele gostava de declarar, de uma vez só em três dias e duas noites. Há, no entanto, razões para pensar que se trata, mais uma vez, de um exagero da sua imaginação. Vathek é uma obra impressionante, cheia de criações fantásticas e magnificentes, tocando por vezes no sublime. De entre os seus outros escritos, destacam-se Memoirs of Extraordinary Painters ("Memórias de Pintores Excepcionais"), de 1780), uma obra satírica, e Letters from Italy with Sketches of Spain and Portugal (Diário de William Beckford em Portugal e Espanha), publicado em 1835, e Recollections of an Excursion to the Monasteries of Alcobaça and Batalha (Alcobaça e Batalha - Recordações de Viagem), repletas de descrições brilhantes de cenas e costumes. Na revista A Leitura (1894-1896) lêm-se algumas histórias e memórias de Portugal em 1787 da sua autoria.
Em Março de 1787 aportou em Lisboa, a caminho das suas plantações na Jamaica, donde se recusou a prosseguir devido aos enjoos que o haviam atormentado. Em Portugal viveu em Sintra e Lisboa, tornando-se extremamente popular entre a nobreza Portuguesa. Apesar disso, as notícias do escândalo que o obrigara a sair de Inglaterra perseguiam-no e a comunidade britânica opunha-se à sua permanência no país. Em Novembro de 1787 seguiu para Espanha, onde, no típico estilo de Beckford, se envolveu com duas mulheres casadas e um rapaz de doze anos.

## Excentricidades
A fama de Beckford, contudo, tem origem tanto nas suas excêntricidades e extravagâncias como construtor e coleccionador como nos seus esforços literários. Foi desta forma que Beckford dissipou a sua fortuna, considerada uma das maiores da sua época (estimava-se que dispunha de rendimentos de mais de 100.000 libras esterlinas por ano, embora, provavelmente, nunca tivesse excedido metade desse valor). A perdas das suas plantações de açúcar na Jamaica para James Beckford Wildman foi particularmente dispendiosa. Da fortuna que herdara de seu pai, apenas 80.000 libras restavam quando morreu.
A oportunidade de adquirir toda a biblioteca de Edward Gibbon deu a Beckford a base para construir a sua própria biblioteca. Encomendou a James Wyatt a construção da Abadia de Fonthill, para albergar a sua biblioteca e a sua colecção de arte. Nelson visitou Fonthill com os Hamiltons em 1800, cuja construção apenas foi terminada em 1807. Beckford entrou para o parlamento em representação de Wells, na Inglaterra e, mais tarde, de Hindon, tendo resignado a meio do mandato.
Beckford passou a viver em isolamento, esbanjando a fortuna de seu pai. A grande casa que tinha mandado erigir caiu em ruínas e, em 1822, acabou por vender Fonthill a John Farquhar por 30.000 libras e mudou-se para Bath, onde adquiriu o n.º 20 de Lansdown Crescent e o n.º 1 de Lansdown Place West, juntando as duas casas por um arco sobre a rua. Em 1836 adquiriu adicionalmente os n.ºs 18 e 19, deixando o n.º 18 vazio para assegurar paz e tranquilidade.

## Últimos anos
Beckford passou os últimos anos da sua vida em Bath, onde encomendou ao arquitecto Henry Goodridge o projecto de mais uma extravagância espectacular, a Torre de Landsdown, hoje conhecida como Torre de Beckford (Beckford's Tower), para onde mudou grande parte das suas colecções. A Torre Beckford é hoje propriedade da Fundação Landmark e aloja um museu dedicado a Beckford, com numerosas gravuras e cromolitografias do seu interior original, bem como informação sobre Beckford e outras recordações.
Após a sua morte na residência de Lansdown Crescent, em 2 de Maio de 1844, aos 84 anos, o seu corpo foi colocado num sarcófago e acabou por ser depositado numa colina artificial, como era costume para os reis saxões, de que ele se intitulava descendente, nos terrenos da Torre de Landsdown. Num dos lados da sua tumba lê-se uma citação de Vathek:"Enjoying humbly the most precious gift of heaven to man - Hope" ("Desfrutando humildemente a mais preciosa dádiva dos céus ao homem - Esperança"); e no outro alguns versos do seu poema, "A Prayer": Eternal Power! Grant me, through obvious clouds one transient gleam Of thy bright essence in my dying hour." ("Uma Oração: Poder Eterno! Dai-me, por entre as nuvens óbias, um relance da Vossa brilhante essência, nas minhas derradeiras horas.").

## Principais Obras
- Memoirs of Extraordinary Painters, 1783
- Dreams, Waking Thoughts and Incidents, 1780
- Vathek, 1786
- Italy; with Sketches of Spain and Portugal
- Recollections of an Excursion to the Monasteries of Alcobaça and Batalha